# ألين كلاين
ألين كلاين (بالإنجليزية: Allen Klein)‏ (و. 1931 – 2009 م) هو منتج أسطوانات، ووكيل مواهب، ورائد أعمال، ومدير مواهب أمريكي، ولد في نيوآرك، نيوجيرسي، توفي في نيويورك، عن عمر يناهز 78 عاماً، بسبب مرض آلزهايمر.

## التعليم
تعلم في Upsala College ‏.

## وصلات خارجية
- ألين كلاين على موقع IMDb (الإنجليزية)
- ألين كلاين على موقع ميوزك برينز (الإنجليزية)
- ألين كلاين على موقع قاعدة بيانات برودواي على الإنترنت (الإنجليزية)
- ألين كلاين على موقع إن إن دي بي (الإنجليزية)
- ألين كلاين على موقع أول ميوزيك (الإنجليزية)
- ألين كلاين على موقع ديسكوغز (الإنجليزية)
- ألين كلاين على موقع قاعدة بيانات الفيلم (الإنجليزية)

- ألين كلاين في قاعدة بيانات الأفلام على الإنترنت